# Lipocosma albibasalis
Lipocosma albibasalis är en fjärilsart som beskrevs av George Francis Hampson 1906. Lipocosma albibasalis ingår i släktet Lipocosma och familjen Crambidae. Inga underarter finns listade i Catalogue of Life.